# Allobates mandelorum
Allobates mandelorum (synoniem: Colostethus mandelorum) is een bedreigde kikkersoort uit de familie van de Aromobatidae. De wetenschappelijke naam van de soort is voor het eerst geldig gepubliceerd in 1932 door Karl Patterson Schmidt.
Deze soort is bedreigd omdat het totale gebied waarin de kikker voor kan komen kleiner is dan 5000 vierkante kilometer, en nog altijd afneemt. Het daadwerkelijke leefgebied is zelfs op tien keer zo klein geschat. Alle soortgenoten leven slechts in vijf populaties. Deze soort is bekend uit Cerro Turumiquire in de staten Monagas, Sucre, en Anzoátegui in Noordoost-Venezuela. A. mandelorum leeft in het regenwoud. De vrouwtjes leggen waarschijnlijk hun eieren in de grond, en mannetjes vervoeren vervolgens die eieren naar water, waar de dieren verder ontwikkelen.